# Franz von Ballestrem

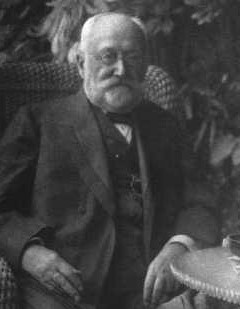
Graf Franz von Ballestrem

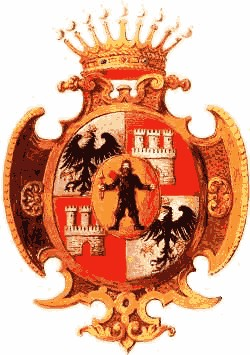
Wappen der Grafen von Ballestrem

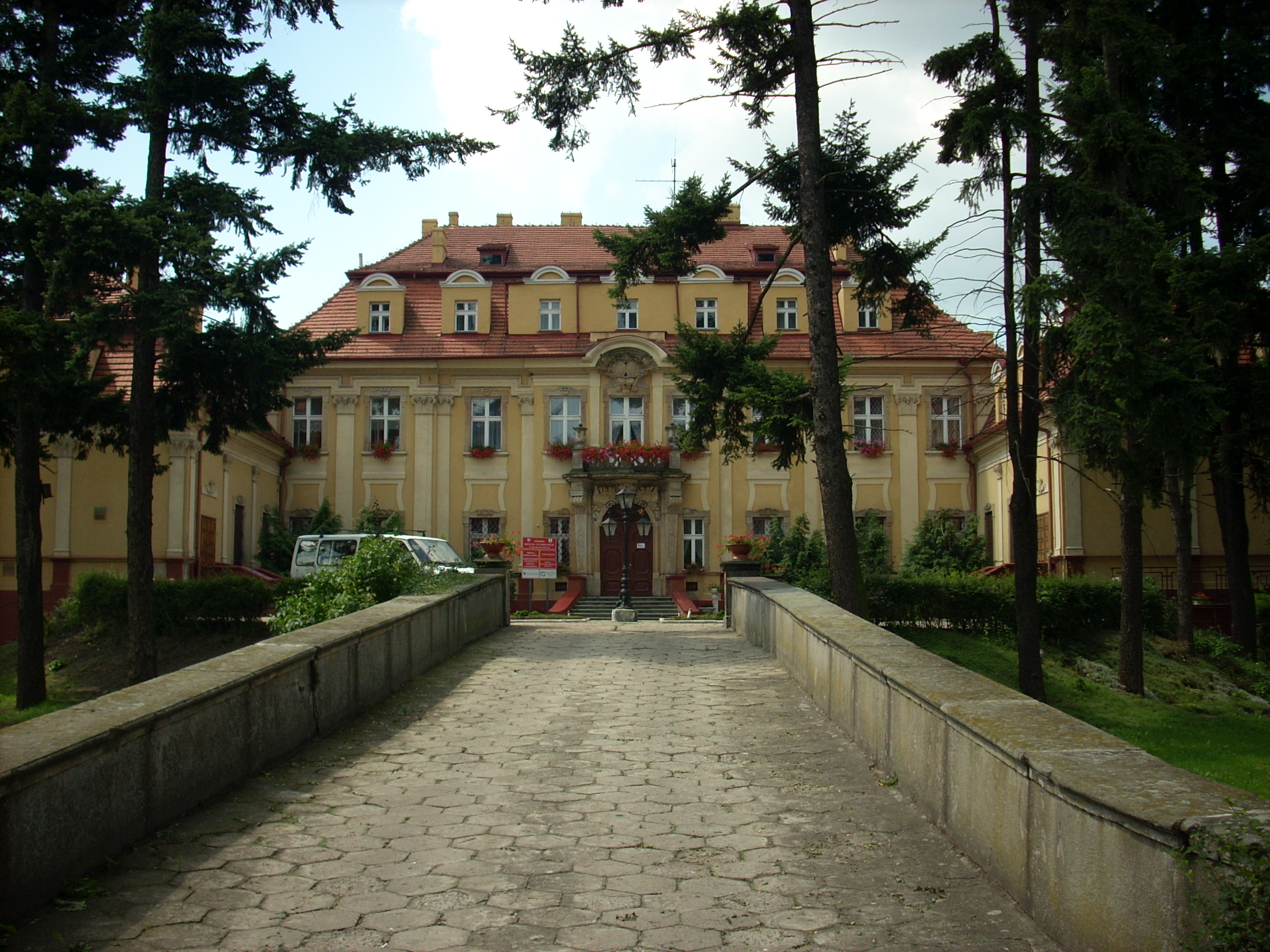
Nebengut Schloss Ober Gläsersdorf

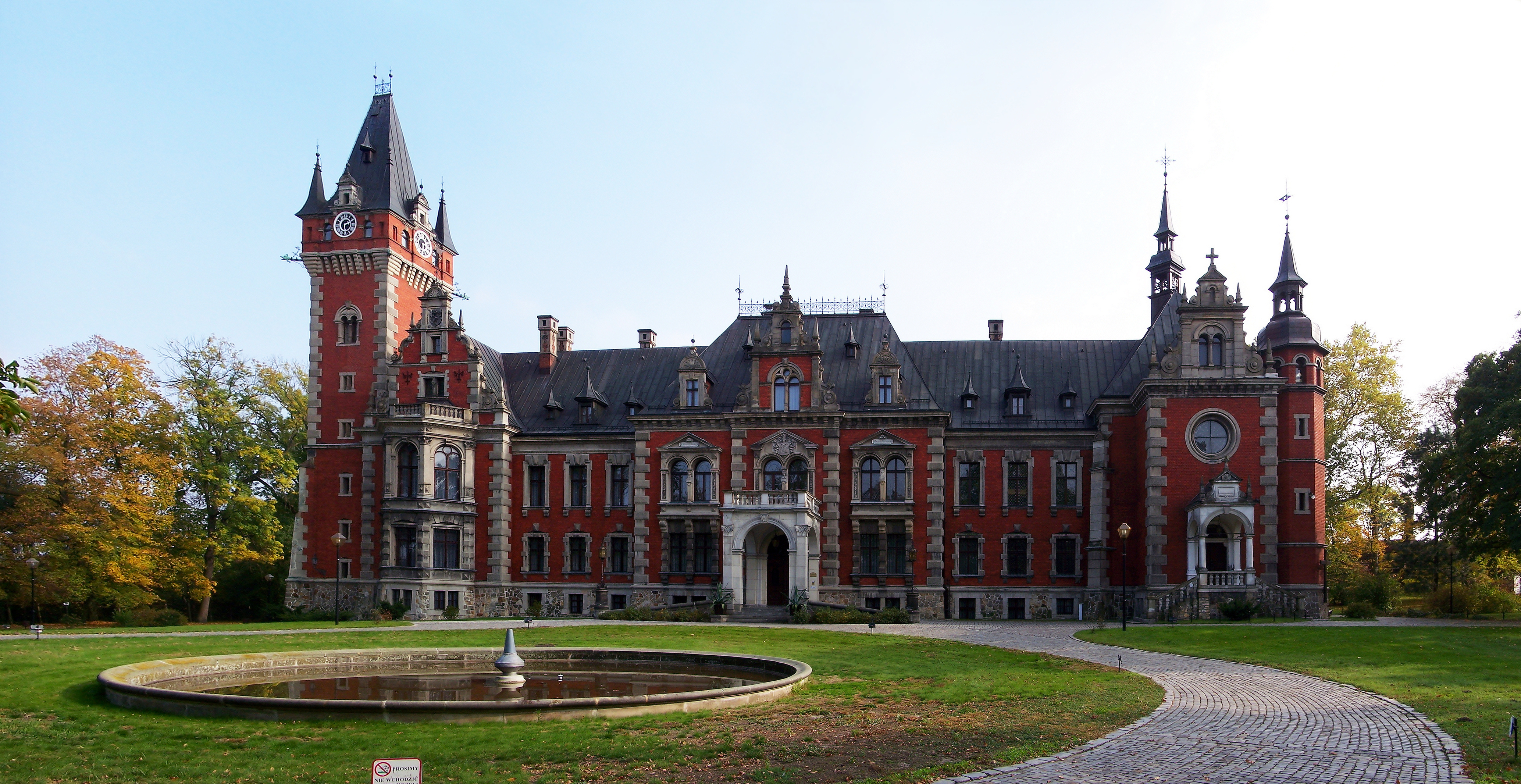
Schloss Ballestrem

Franz Karl Wolfgang Ludwig Alexander Graf von Ballestrem (* 5. September 1834 in Plawniowitz, Landkreis Gleiwitz, Oberschlesien; † 23. Dezember 1910 ebenda) war ein preußischer Gutsbesitzer, Montan-Industrieller und Politiker (Zentrumspartei). Er war von 1872 bis 1893 und von 1898 bis 1907 Mitglied des Reichstages sowie von 1898 bis 1907 dessen Präsident.

## Herkunft
Er entstammte dem Hause Ballestrem, einem ursprünglich piemontesischen, ab dem 18. Jahrhundert in Oberschlesien ansässigen Adelsgeschlecht, das im Laufe des 19. Jahrhunderts einen der führenden oberschlesischen Bergbaukonzerne aufbaute. Er war der erste Sohn des Carl Wolfgang von Ballestrem (1801–1879), Fideikommissherr auf Plawniowitz und Mitbegründer der katholischen Fraktion im Preußischen Abgeordnetenhaus, und dessen Ehefrau Betha von Leithold (1803–1874), Tochter der Josepha Anna Schipp von Branitz und des kgl. preuß. Oberstleutnants im Kriegsministerium von Carl Andreas von Leithold.

## Leben
Ballestrem erhielt zunächst Privatunterricht, ab 1843 besuchte er das Adelskonvikt in Lemberg (Galizien), dann von 1848 bis 1851 das katholische Gymnasium in Glogau. Es folgten zwei Jahre an der philosophischen Lehranstalt der Jesuiten in Namur (Belgien), bevor er 1853 ein Studium an der Bergakademie in Lüttich aufnahm.
Er trat 1855 als Avantageur in den Dienst der preußischen Armee und war ab 1857 Sekondeleutnant im traditionsreichen 1. Kürassierregiment (Schlesisches) in Breslau, ab 1860 als Regimentsadjutant. Als solcher nahm er an den Grenzbesetzungen gegen den polnischen Januaraufstand 1863/64 und am Preußisch-Österreichischen Krieg 1866 teil. Ab 1867 war er Rittmeister und Eskadronchef. Am Deutsch-Französischen Krieg 1870/71 nahm er als erster Adjutant der 2. Kavallerie-Division unter Wilhelm Graf zu Stolberg-Wernigerode teil. Beim Vormarsch auf Paris stürzte er vom Pferd und schied infolgedessen aus dem aktiven Dienst. Nach dem Tod seines Vaters 1879 übernahm er die Majoratsherrschaft in Plawniowitz und die Führung der familieneigenen Bergwerksunternehmen. Als Generaldirektor setzte er ab 1885 den Bergbauingenieur Franz Pieler ein. Im Jahre 1895 wurde von Ballestrem zum Major der Reserve befördert.
Der überzeugte Katholik und „Drahtzieher schlesischer Kirchenpolitik“ betätigte sich politisch als Mitglied des Schlesischen Provinziallandtags. Ab 1872 war er Mitglied im Zentralvorstand und Vorsitzender der schlesischen Zentrumspartei sowie Vorsitzender des Katholischen Volksvereins in Breslau. Er war 2. Präsident des Deutschen Katholikentags in Breslau 1872 und in Trier 1887. Im Jahr 1890 war er Gründungs- und Vorstandsmitglied des „Volksvereins für das katholische Deutschland“.
Franz von Ballestrem wurde 1872 als Abgeordneter des Wahlkreises Regierungsbezirk Oppeln 2 (Stadt und Landkreis Oppeln) in den deutschen Reichstag gewählt, dem er während acht aufeinanderfolgender Legislaturperioden bis 1893 angehörte. Im Streit um den Attentatsversuch des Katholiken Eduard Kullmann auf den Reichskanzler Otto von Bismarck stieß Ballestrem wegen seiner Pfui-Rufe im Reichstag hart mit Bismarck zusammen. Nach Ende des Kulturkampfes Ende der 1870er-Jahre beteiligte er sich aber konstruktiv an der Gesetzgebung und tat sich vor allem als Wirtschafts- und Sozialpolitiker (u. a. in den Kommissionen für Schutzzölle und den Arbeiterschutz) hervor. Nach der Reichstagswahl 1890 wurde er Fraktionsvorsitzender der Zentrumspartei, am 7. Mai 1890 wurde er an Stelle seines verstorbenen Parteikollegen Georg Arbogast von und zu Franckenstein zum Ersten Vizepräsidenten des Reichstages gewählt. Dies beruhte auch auf seiner Zugehörigkeit zum „aristokratischen Flügel“
Von 1891 bis 1903 war er zudem Mitglied des Preußischen Abgeordnetenhauses. Nach einer Legislaturperiode Unterbrechung wurde Ballestrem 1898 erneut in den Reichstag gewählt, wo er nun bis 1907 den Wahlkreis Regierungsbezirk Oppeln 4 (Lublinitz, Tost-Gleiwitz) vertrat. Als Nachfolger des Zentrums-Politikers Rudolf von Buol-Berenberg war Ballestrem von 1898 bis 1907 Präsident des Reichstags. Er wurde dazu mit 279 von 340 Stimmen gewählt. In den Jahren von 1904 bis 1906 hatte er im Reichstagspräsidentenpalais Amtssitz und Dienstwohnung. Von 1903 bis zu seinem Tod gehörte Ballestrem dem Preußischen Herrenhaus an.
Franz von Ballestrem war ab 1873 Päpstlicher Geheimkämmerer (Camerieri Segreti di Spada e Cappa). Er war Mitglied des Päpstlichen Ritterordens vom Heiligen Grab zu Jerusalem. Er war Ehrenritter des Malteserordens und in seinem Todesjahr 1910 noch dessen Komtur der Ballei Schlesien. Seit 1872 war er Ehrenmitglied der katholischen Studentenverbindung KDStV Winfridia Breslau im CV. Kaiser Wilhelm II. ernannte ihn 1900 zum Wirklichen Geheimrat mit der Anrede „Exzellenz“.

## Familie
Franz von Ballestrem heiratete am 21. Juni 1858 auf Schloss Tworkau, Tworkau (heute Ort in der Gemeinde von Krzyżanowice; Landkreis Ratibor, Oberschlesien) Hedwig Gräfin von Saurma, Freiin von und zu der Jeltsch (* 12. November 1838 in Breslau, Niederschlesien; † 5. März 1915 ebenda), die Tochter des Gustav Graf von Saurma, Freiherr von und zu der Jeltsch (1797–1879) und der Anna Gräfin von Schaffgotsch genannt Semperfrei (1800–1859). Das Paar hatte mehrere Kinder, darunter:
- Valentin Wolfgang Gustav Alexander Joseph Christian (* 21. Dezember 1860; † 17. Mai 1920) ⚭ Gräfin Agnes zu Stolberg-Stolberg (* 11. Mai 1874; † 26. März 1940)
- Johann Baptist Wolfgang Karl Raphael (* 24. Oktober 1866; † 27. Juli 1929)
- Pia Hedwigis Luise Katharina Viktoria (* 10. Februar 1869; † 10. Juli 1918)
- Bertha Maria Ludmilla Maritia (* 7. April 1870; † 19. Mai 1939) ⚭ Major d. R. Freiherr Paul von Fürstenberg[9]
- Gustav Franz Xaver Wolfgang Maria Friedrich Meinrad (* 16. April 1872; † 24. April 1909) ⚭ Klara Gräfin Francken-Sierstorpff[10]
- Leo Wolfgang (* 20. Oktober 1873; † 4. Juli 1915) ⚭ Eva von Durant (* 18. Oktober 1882; † 10. April 1958); Referendar,[11] Rittm. d. R. im Leib-Kürassier-Regiment Nr. 1, Malteser, auf Schloss Deutsch Jägel
- Ludwig-Carl (* 5. Oktober 1875; † 6. März 1957), Gutsbesitzer auf Kochtschütz, Malteser
- Elisabeth (* 16. April 1878; † 15. März 1969) ⚭ Franz Freiherr Heereman v. Zuydtwyck
- Marco (* 26. April 1881; † 17. April 1965) ⚭ Irmgard Gräfin Francken-Sierstorpff (Nachfahren); er war ehem. Gutsbesitzer, Malteser